# هتل کاونت گاردن

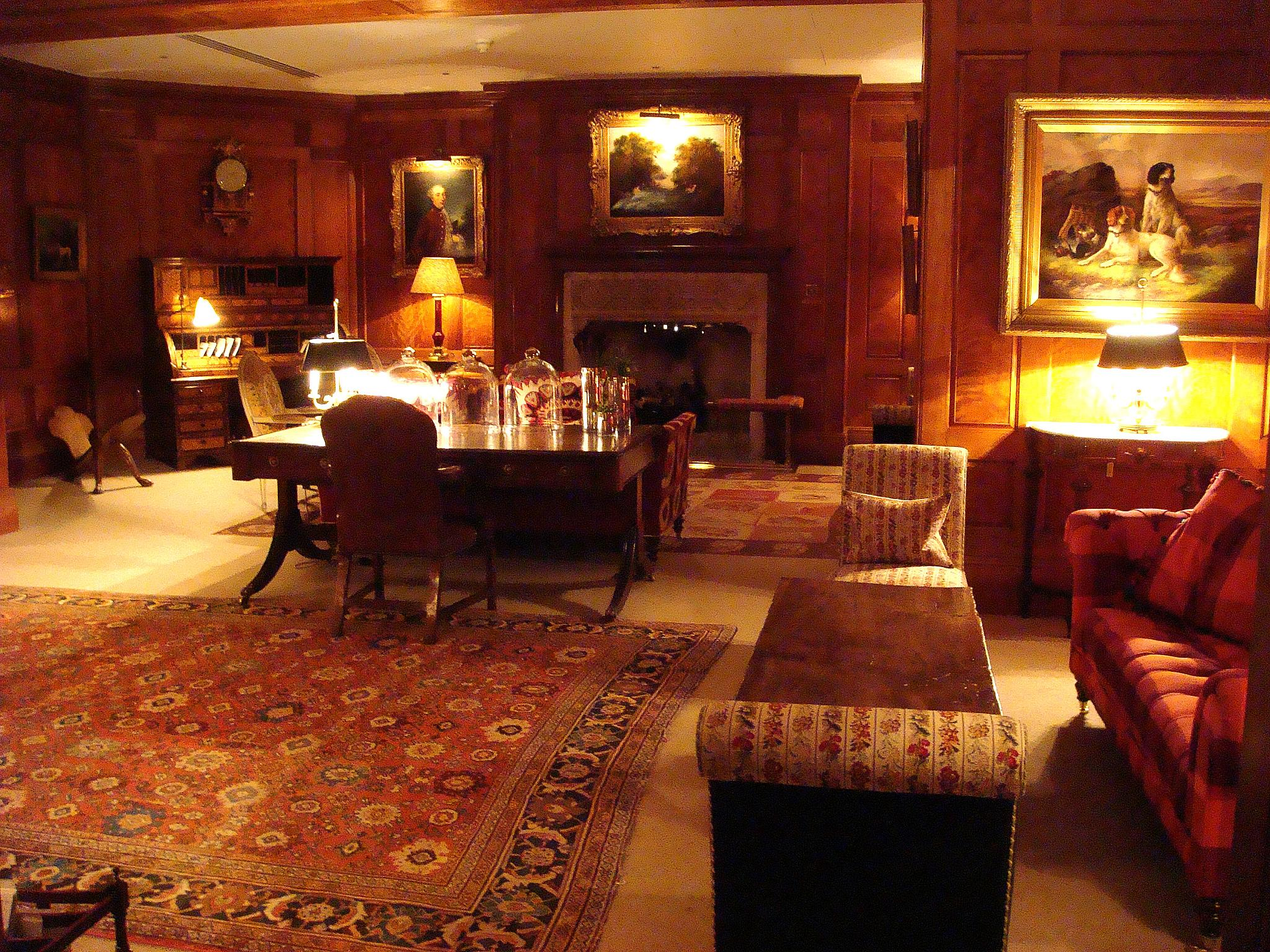
مبلمان و نمای داخلی هتل

هتل کاونت گاردن (به انگلیسی: Covent Garden) یک هتل پنج ستاره در محلهٔ کاونت گاردن در شهر لندن در انگلستان است. این هتل یک رستوران کامل را هم در خود جای داده‌است. این هتل میهمانان مشهور زیادی داشته‌است که از آنان می‌توان سایمون راسل بیل، اسکارلت جوهانسون، پیتر جکسون، تیم رابینز، مریل استریپ، استاکرد چنینگ، استیون فرای، جفری راش و کیت وینسلت را نام برد.

## طراحی و ساختمان
بخش پذیرش و ۵۸ اتاق هتل کاونت گاردن توسط کیت کمپ طراحی شده‌است. در پذیرش، پرده‌های بزرگ و مبلمان چوبی قدیمی وجود دارد. اتاق‌های هتل شیک بوده و حمام‌هایی ساخته شده از گرانیت و چوب ماهون دارند. هتل همچنین دارای سالن ورزشی و آبگرم است.